# 努瓦永
努瓦永（法語：Noyon，法語發音：[nwajɔ̃]），法国北部城市，上法兰西大区瓦兹省的一个市镇，隶属于贡比涅区，其市镇面积为18平方公里，2022年1月1日时人口数量为12,810人，在法国城市中排名第744位。
努瓦永位于瓦兹省东北部，瓦兹河右岸，是一个区域性的中心城市和交通枢纽，克雷伊－热蒙铁路和多条干线公路在此交汇。法国宗教改革家约翰·加尔文出生于努瓦永。

## 地名来源
“努瓦永”一名来源于高卢语“Noviomagus”，意为“新的集市”，最初记录于公元三世纪的《安东尼游记》当中。

## 历史

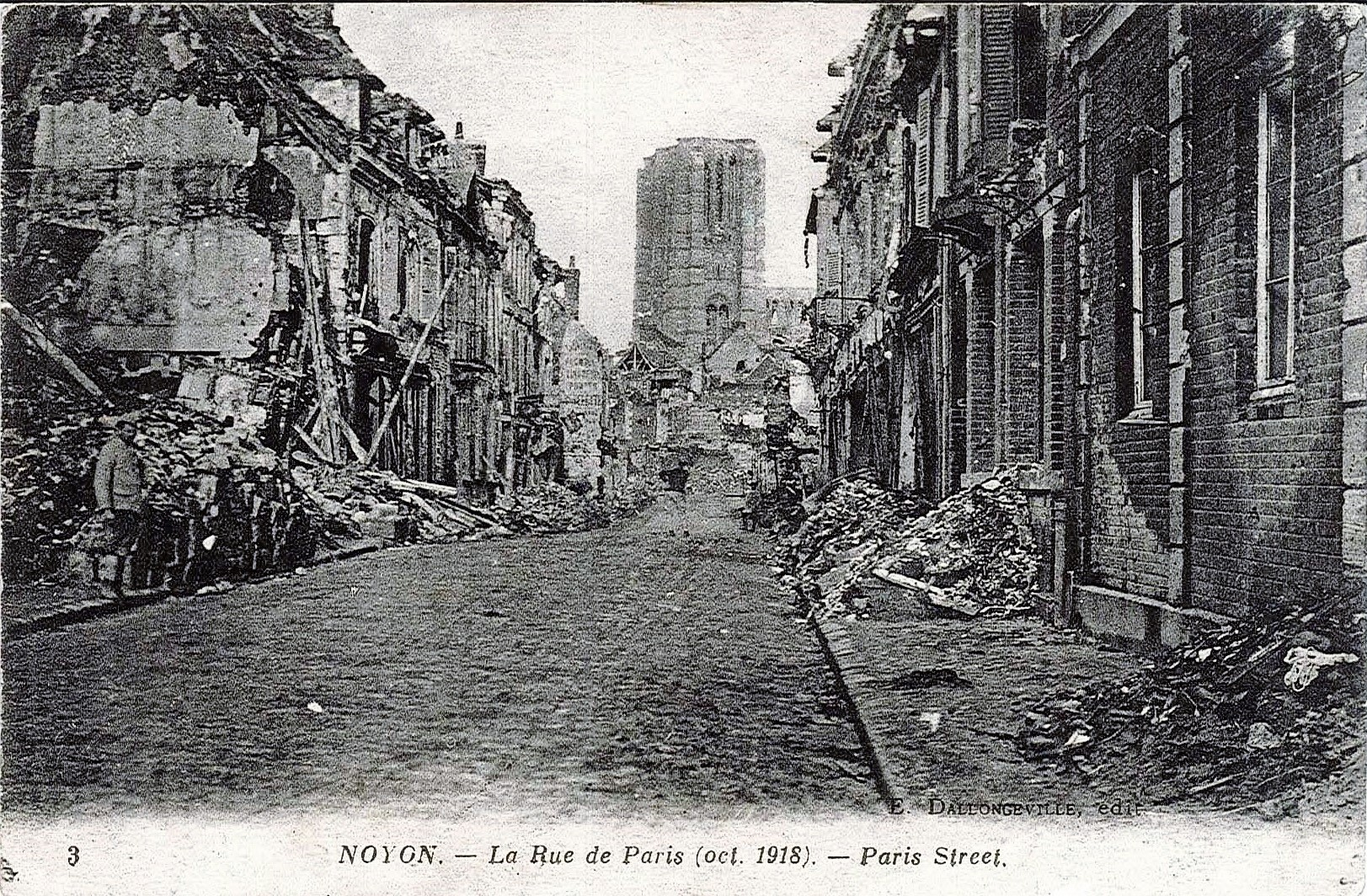
一战期间被严重破坏的努瓦永

根据当地官方网站的论述，古典时期，一条连接亚眠和兰斯的道路逐渐形成，努瓦永逐渐形成商业聚落，当地出现了城墙等设施，面积达10至15公顷；公元5世纪初，努瓦永又出现了约2.5公顷的城塞。公元531年，天主教圣人梅达尔在此修建了当地的第一座教堂。公元660年12月1日，埃卢瓦在努瓦永逝世，以其命名的修道院于842年建成。法兰克国王于格·卡佩于987年7月3日在努瓦永加冕（亦有学者认为其实际加冕地位于兰斯大教堂）。1108年，努瓦永获得市镇自由贸易宪章。新的努瓦永大教堂于1145至1235年间建成。努瓦永附近区域出现了多处葡萄酒种植园。英法百年战争期间，努瓦永多次被英格兰军队占领，后被勃艮第叛军控制。1516年8月13日，法兰西国王弗朗索瓦一世和神圣罗马帝国皇帝查理五世在此签订《努瓦永条约》，暂时停止了法兰西与哈布斯堡之间的斗争。法国大革命后，努瓦永成为瓦兹省的一个市镇，并在1793至1800年间为该省的一个地区行署。1849年，途径努瓦永的铁路建成通车。第一次世界大战期间，努瓦永及其附近区域遭受重创，当地80%的建筑遭到破坏。1918年春季，普鲁士军队发动努瓦永战役以摧毁英法阵营但未能成功。1998年，努瓦永获得由法国文化部颁发的“艺术与历史之城”称号。

## 地理

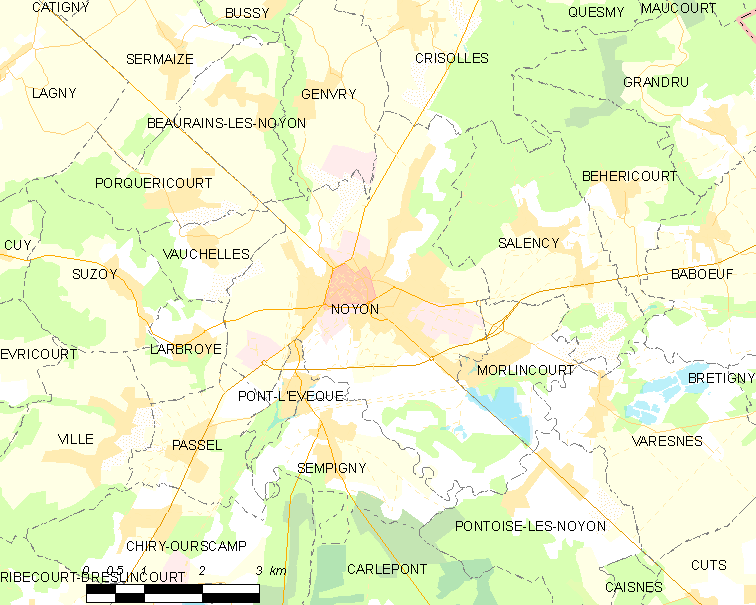
努瓦永市镇范围地图

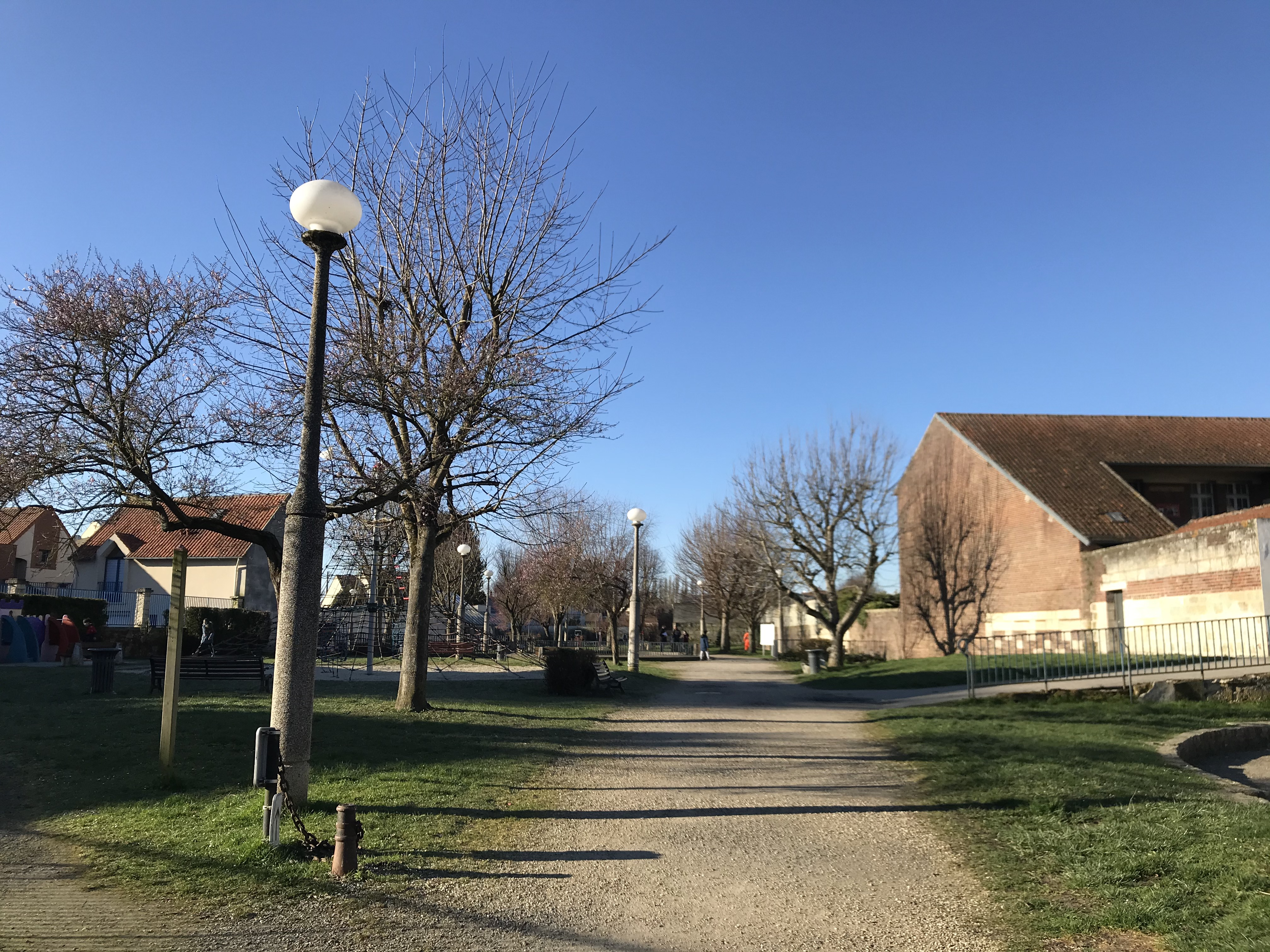
努瓦永皮革匠公园

努瓦永位于法国北部，上法兰西大区中部和瓦兹省东北部，距离省会博韦大约83公里。与努瓦永接壤的市镇包括：让夫里、博兰莱努瓦永、克里索勒、拉尔布鲁瓦、莫尔兰库尔、帕塞勒、蓬莱韦克、蓬图瓦兹莱努瓦永、波尔凯里库尔、萨朗西、桑皮尼、沃谢勒。

### 地形
努瓦永位于皮卡第平原东部，境内以平原和浅丘为主，市镇中心地势较为平坦，东北部为圣西梅昂山（Mont Saint-Siméon），全境海拔在36到153米之间。

### 水文
瓦兹河干流自东向西南流经市镇范围东南部，人工开凿的瓦兹河旁侧运河及北部运河分别经过市区南部和西部。

### 植被
努瓦永属于温带阔叶混交林区，林地主要分布于市镇范围东西两侧以及河流附近，市区内的主要绿地公园包括皮革匠公园（Parc des Tanneurs）、富兰克林·罗斯福花园（Square de Franklin Roosevelt）等，均常年免费向公众开放。
在鲜花城市的评比中，努瓦永被评为3星级鲜花城市。

### 气候
努瓦永在柯本气候分类法中属于温带海洋性气候。
距离努瓦永最近的常年气象站位于里贝库尔境内，以下为该气象站的数据（其中日照数据取自鲁皮气象站）：
| 里贝库尔1981年－2019年 | 里贝库尔1981年－2019年 | 里贝库尔1981年－2019年 | 里贝库尔1981年－2019年 | 里贝库尔1981年－2019年 | 里贝库尔1981年－2019年 | 里贝库尔1981年－2019年 | 里贝库尔1981年－2019年 | 里贝库尔1981年－2019年 | 里贝库尔1981年－2019年 | 里贝库尔1981年－2019年 | 里贝库尔1981年－2019年 | 里贝库尔1981年－2019年 | 里贝库尔1981年－2019年 |
| 月份                   | 1月                    | 2月                    | 3月                    | 4月                    | 5月                    | 6月                    | 7月                    | 8月                    | 9月                    | 10月                   | 11月                   | 12月                   | 全年                   |
| ---------------------- | ---------------------- | ---------------------- | ---------------------- | ---------------------- | ---------------------- | ---------------------- | ---------------------- | ---------------------- | ---------------------- | ---------------------- | ---------------------- | ---------------------- | ---------------------- |
| 历史最高温 °C（°F）    | 16.1 (61.0)            | 20.3 (68.5)            | 24.1 (75.4)            | 28 (82)                | 32.9 (91.2)            | 36.5 (97.7)            | 38.6 (101.5)           | 39.7 (103.5)           | 33.2 (91.8)            | 29 (84)                | 21.1 (70.0)            | 17.7 (63.9)            | 39.7 (103.5)           |
| 平均高温 °C（°F）      | 6.5 (43.7)             | 7.8 (46.0)             | 11.8 (53.2)            | 15.4 (59.7)            | 19.2 (66.6)            | 22.1 (71.8)            | 24.7 (76.5)            | 24.6 (76.3)            | 20.8 (69.4)            | 16 (61)                | 10.3 (50.5)            | 6.8 (44.2)             | 15.5 (59.9)            |
| 日均气温 °C（°F）      | 3.8 (38.8)             | 4.4 (39.9)             | 7.5 (45.5)             | 10.2 (50.4)            | 14 (57)                | 16.8 (62.2)            | 19.1 (66.4)            | 18.9 (66.0)            | 15.6 (60.1)            | 11.9 (53.4)            | 7.2 (45.0)             | 4.3 (39.7)             | 11.1 (52.0)            |
| 平均低温 °C（°F）      | 1.1 (34.0)             | 1 (34)                 | 3.2 (37.8)             | 5 (41)                 | 8.8 (47.8)             | 11.5 (52.7)            | 13.5 (56.3)            | 13.1 (55.6)            | 10.4 (50.7)            | 7.8 (46.0)             | 4 (39)                 | 1.8 (35.2)             | 6.8 (44.2)             |
| 历史最低温 °C（°F）    | −19 (−2)               | −12.5 (9.5)            | −10 (14)               | −4 (25)                | −1 (30)                | 0 (32)                 | 5 (41)                 | 4 (39)                 | 0 (32)                 | −4 (25)                | −11 (12)               | −11 (12)               | −19 (−2)               |
| 平均降水量 mm（）      | 64.1 (2.52)            | 52 (2.0)               | 60.9 (2.40)            | 53.8 (2.12)            | 67.5 (2.66)            | 61.1 (2.41)            | 57.8 (2.28)            | 64.2 (2.53)            | 52.8 (2.08)            | 70 (2.8)               | 62.2 (2.45)            | 72 (2.8)               | 738.4 (29.07)          |
| 月均日照時數           | 68                     | 75                     | 128.3                  | 174.8                  | 198.7                  | 203.5                  | 208.2                  | 206.6                  | 162.1                  | 116.9                  | 66.7                   | 51.1                   | 1,659.9                |
| 来源：infoclimat.fr    |                        |                        |                        |                        |                        |                        |                        |                        |                        |                        |                        |                        |                        |

## 行政区划
努瓦永的市镇编号为60471，邮政编号为60400。
在行政管理方面，努瓦永隶属于法国上法兰西大区瓦兹省贡比涅区；在地方选举方面，努瓦永是努瓦永县的中央投票站所在地，其市镇范围全境被划入瓦兹省第六选区；在社会管理方面，努瓦永是努瓦永地区市镇公共社区的办公驻地。
努瓦永市镇被划为多个街区，其中博塞茹尔（Beauséjour）和圣西梅昂山（Mont Saint-Siméon）两个街区实行居民自治制度。
法国国家统计与经济研究所（简称）在进行数据统计时，将努瓦永及相邻的另外三个市镇设为努瓦永城市核心区以及努瓦永城市区。自2020年起，努瓦永城市区被包含38个市镇的努瓦永城市辐射区代替。此外，还将努瓦永市镇分为了7个“块区”（IRIS），以便于统计人口分布情况。

## 交通

### 公路
多条瓦兹省省道在努瓦永境内交汇。上法兰西大区下属的城际客运提供巴士线路，可前往阿姆、鲁瓦、蓬莱韦克、卡勒蓬及贡比涅等地。
| 10往巴黎 | 34 |

| 12往里尔 | 26 |

| 12 | 40 |

| 博韦 | 83 |

| 贡比涅 | 30 |

| 阿姆 | 21 |

| 圣康坦 | 41 |

| 蒙迪迪耶 | 36 |

| 鲁瓦 | 21 |

| 苏瓦松 | 40 |

| 泰尔尼耶 | 25 |

| 绍尼 | 18 |

2018年，60%的努瓦永家庭拥有至少一辆私人汽车。2019年，努瓦永境内共发生各类交通事故7起，造成7人受伤。

### 铁路

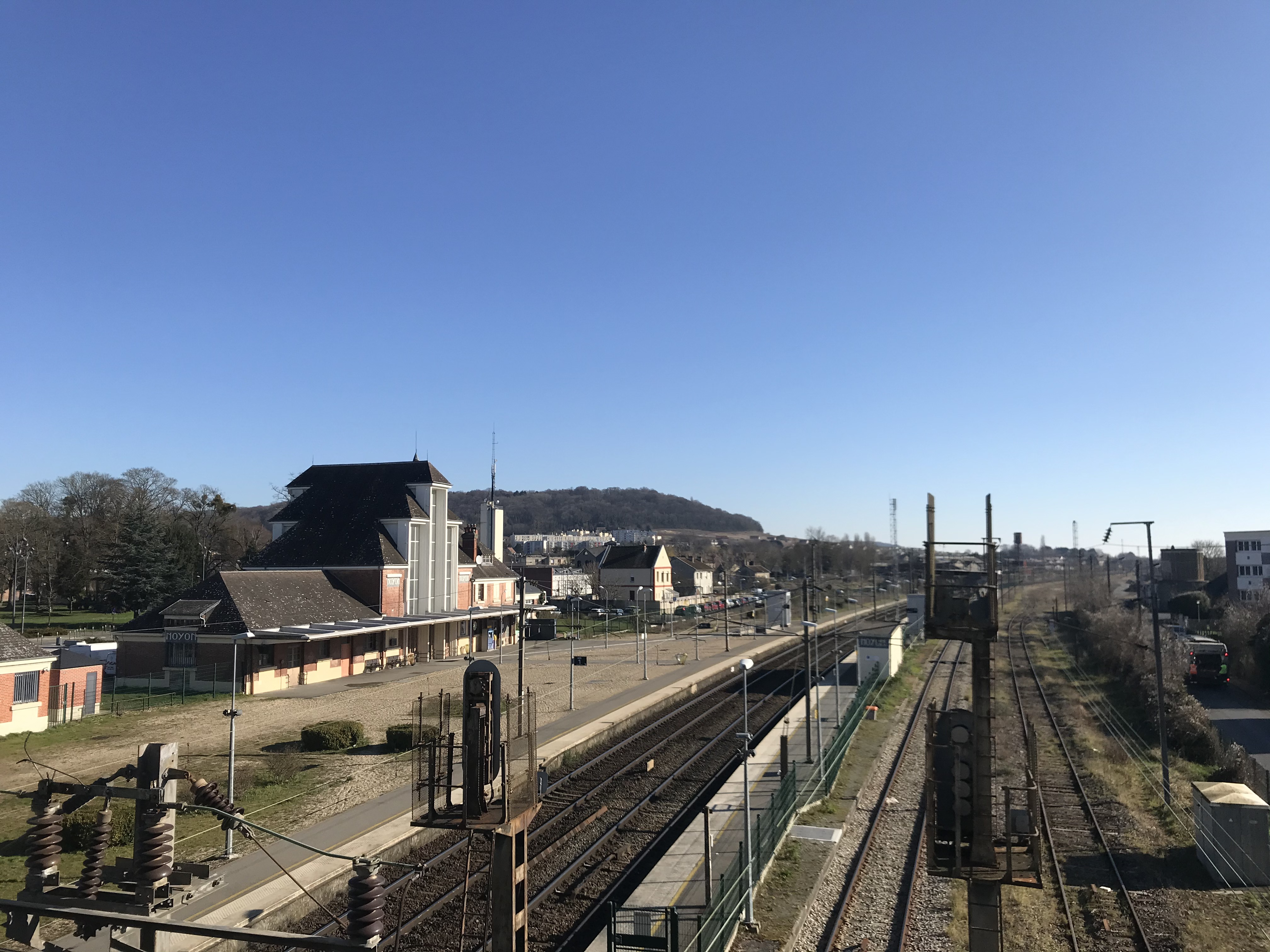
努瓦永火车站的股道

努瓦永位于克雷伊－热蒙铁路上。努瓦永站位于市区东南部，停靠往返于巴黎和圣康坦一线的区域列车。

### 航空
努瓦永市区前往博韦-蒂耶机场和巴黎戴高乐机场的公路里程均约83公里。

### 城市公共交通
努瓦永城市公共交通（商业名称为）是当地的城市公共交通系统。截至2022年3月，该系统共包括8条公交线路，路网覆盖了努瓦永市区内的主要街道和居民区。

## 政治

### 市政内阁

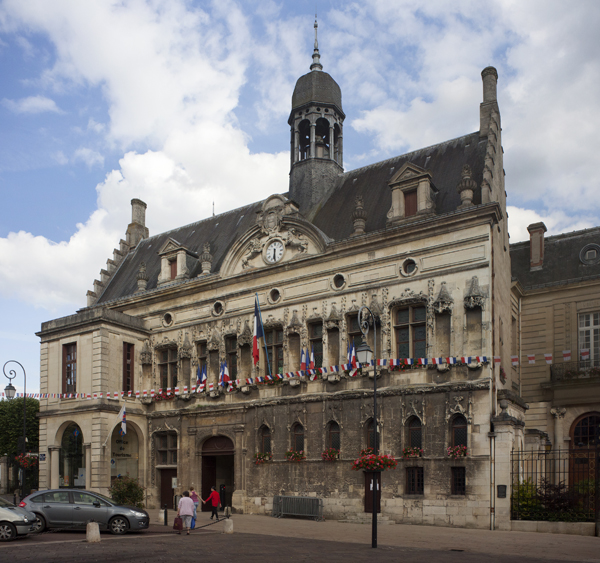
努瓦永市政厅

努瓦永的现任市长为桑德里娜·多谢勒女士（Sandrine Dauchelle），她是共和党的一名成员，在2020年的市政选举中获得了35.65%的支持率。
| 努瓦永历届市长 | 努瓦永历届市长                     | 努瓦永历届市长                                      |
| 任期           | 市长                               | 党派                                                |
| -------------- | ---------------------------------- | --------------------------------------------------- |
| 1944年－1947年 | Adrien LHOMME 阿德里安·洛姆        | DVD右翼无党派人士                                   |
| 1947年－1959年 | Achille GRANTHOMME 阿基耶·格朗托姆 | DVD右翼无党派人士 →UNR新共和国联盟                  |
| 1959年－1965年 | Paul BOUTEFEU 保罗·布特弗          | 不详                                                |
| 1965年－1989年 | Pierre DUBOIS 皮埃尔·迪布瓦        | UNR新共和国联盟 →UDR共和国保卫联盟 →RPR保衛共和聯盟 |
| 1989年－2002年 | Bertrand LABARRE 贝特朗·拉巴尔     | RPR保衛共和聯盟                                     |
| 2002年－2008年 | Pierre VAURS 皮埃尔·沃尔           | UDF法国民主联盟                                     |
| 2008年－2020年 | Patrick DEGUISE 帕特里克·德居伊斯  | PS社会党 →LREM复兴                                  |
| 2020年－       | Sandrine DAUCHELLE 桑德里娜·多谢勒 | LR共和黨                                            |

### 各级选举
| 努瓦永历届投票选举结果 | 努瓦永历届投票选举结果 | 努瓦永历届投票选举结果 | 努瓦永历届投票选举结果 | 努瓦永历届投票选举结果      | 努瓦永历届投票选举结果 | 努瓦永历届投票选举结果 | 努瓦永历届投票选举结果    | 努瓦永历届投票选举结果 | 努瓦永历届投票选举结果 |
| 选举项目               | 选举范围               | 选区单位               | 选举结果               | 选举结果                    | 选举结果               | 选举结果               | 选举结果                  | 选举结果               | 参考资料               |
| 选举项目               | 选举范围               | 选区单位               | 第一轮胜出者           | 第一轮胜出者                | 支持率                 | 第二轮胜出者           | 第二轮胜出者              | 支持率                 | 参考资料               |
| ---------------------- | ---------------------- | ---------------------- | ---------------------- | --------------------------- | ---------------------- | ---------------------- | ------------------------- | ---------------------- | ---------------------- |
| 2017年法國總統選舉     | 法國                   | 市镇                   |                        | 玛丽娜·勒庞                 | 28.91%                 |                        | 埃马纽埃尔·马克龙         | 57.11%                 | [ 30 ]                 |
| 2017年法国立法选举     | 瓦兹省第六选区         | 市镇                   |                        | 卡萝尔·比罗-博纳尔          | 34.75%                 |                        | 卡萝尔·比罗-博纳尔        | 59.06%                 | [ 30 ]                 |
| 2019年欧洲议会选举     | 法國                   | 市镇                   |                        | 若尔丹·巴尔代拉             | 33.31%                 | （不适用）             | （不适用）                | （不适用）             | [ 31 ]                 |
| 2021年法国省级选举     | 瓦兹省                 | 县                     |                        | 米歇尔·居伊尼奥 纳塔莉·若朗 | 31.13%                 |                        | 科里娜·阿尚 蒂博·德拉韦纳 | 60.73%                 | [ 32 ]                 |
| 2021年法国省级选举     | 瓦兹省                 | 市镇                   |                        | 米歇尔·居伊尼奥 娜塔莉·若朗 | 27.09%                 |                        | 科里娜·阿尚 蒂博·德拉韦纳 | 59.81%                 | [ 32 ]                 |
| 2021年法国大区选举     | 上法蘭西大區           | 市镇                   |                        | 格扎维埃·贝特朗             | 42.67%                 |                        | 格扎维埃·贝特朗           | 59.92%                 | [ 33 ]                 |
| 2022年法国总统选举     | 法國                   | 市镇                   |                        | 玛丽娜·勒庞                 | 28.77%                 |                        | 埃马纽埃尔·马克龙         | 50.12%                 | [ 30 ]                 |
| 2022年法国立法选举     | 瓦兹省第六选区         | 市镇                   |                        | 米歇尔·居伊尼奥             | 27.56%                 |                        | 米歇尔·居伊尼奥           | 51.7%                  | [ 30 ]                 |

## 人口
2019年，努瓦永市镇人口数量为13,235，在法国排名第744位。其中男性6,261人，女性6,929人，75岁及以上人口占8.5%，外籍人口数量为2,164人，人口密度为733人/平方公里，当地居民被称为（男性）或（女性）。2020年，努瓦永境内出生186人，死亡人口168人。
| 努瓦永1901年－2019年人口变化情况 |
|                                  |
| 数据来源：Cassini、INSEE         |

## 经济
努瓦永是一个区域性的中心城市。截止2022年3月，努瓦永市镇范围内共有各类用人单位（包含自雇）1,640家，平均历史为17年，其中98.62%为中小型企业（PME）。（建材销售）、（汽车配件生产）及（汽车销售）是当地2020年营业额最高的三个企业，分别为214,281,449欧元、59,968,124欧元和23,683,411欧元。

## 财政与居民收入
2020年，努瓦永的财政收入总额为19,322,400欧元，财政支出总额为16,443,000欧元，当年的债务总额为27,292,400欧元。2021年，努瓦永共获得4,915,109欧元的国家财政补助，比上一年增加了1.35%。
2019年，努瓦永的人均月收入总额为2,007欧元，其中高级职员为3,658欧元，低于法国平均水平（4,230欧元）；中级职员为2,324欧元，低于法国平均水平（2,411欧元）；普通职员为1,642欧元，亦低于法国平均水平（1,740欧元）。
2018年，努瓦永境内的青壮年（15至64岁）失业率为26.4%，当地32.2%的家庭拥有纳税资格，平均纳税2,462欧元，低于法国平均水平（3,910欧元）。

## 社会事务

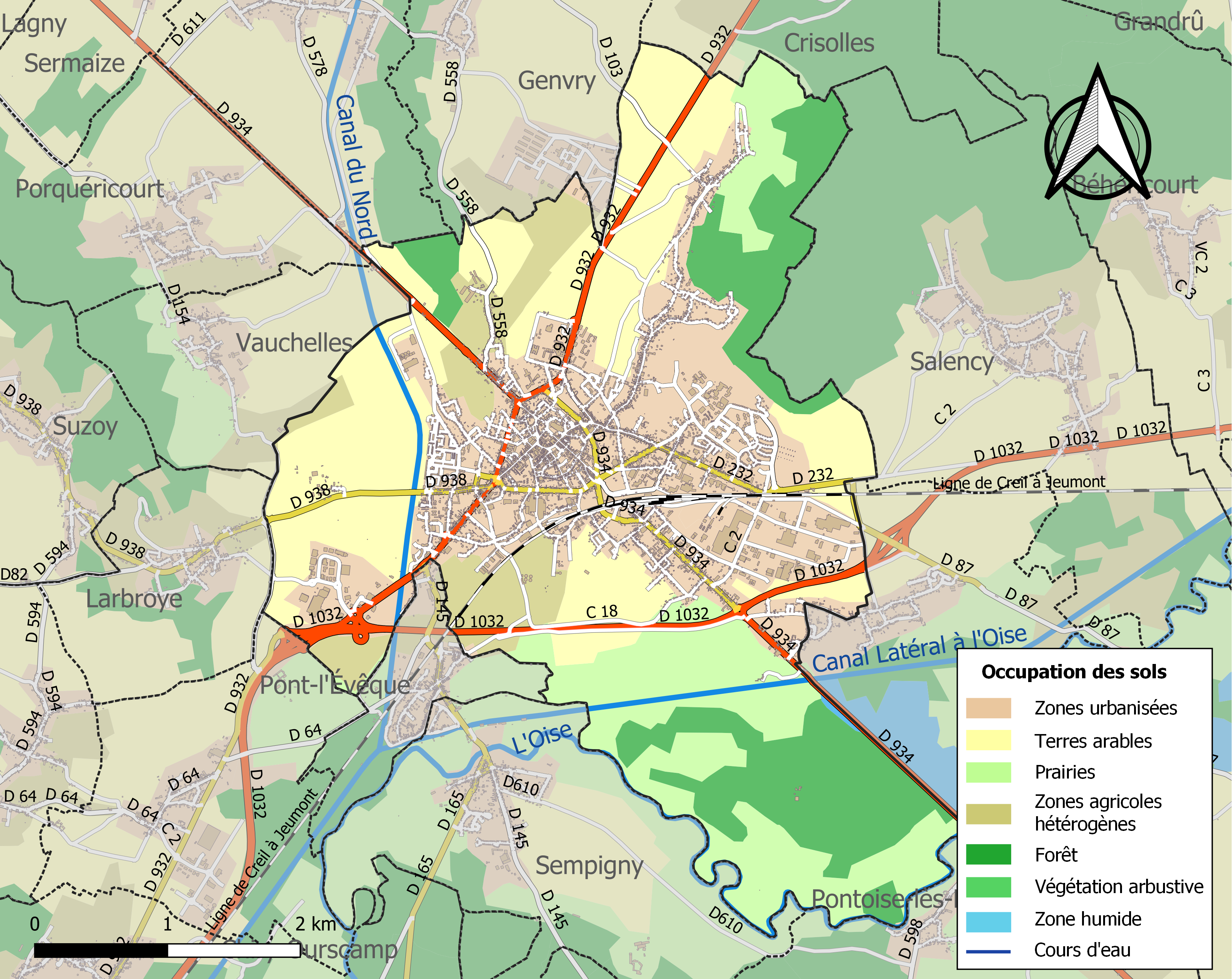
努瓦永土地利用情况地图

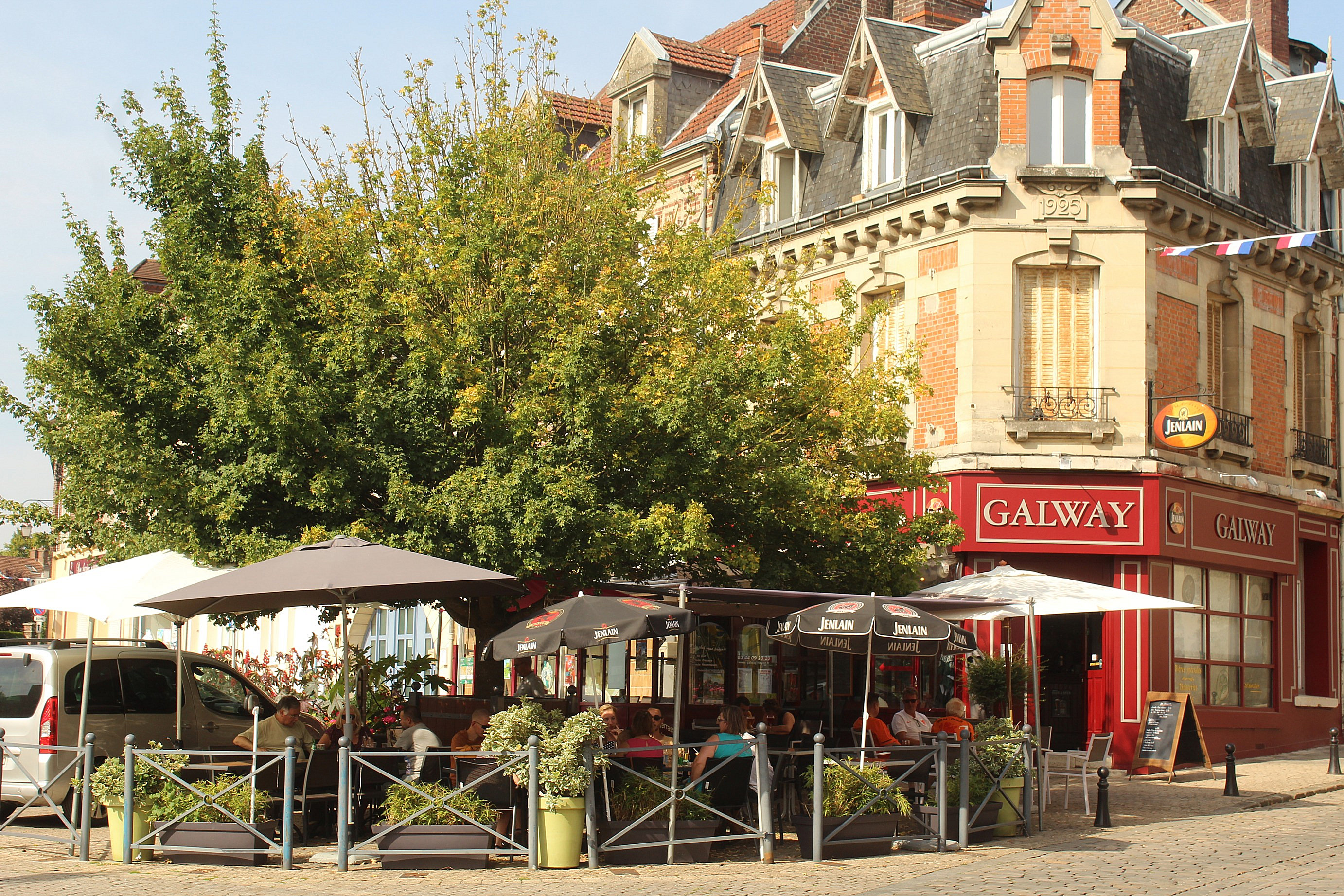
努瓦永的一家餐厅

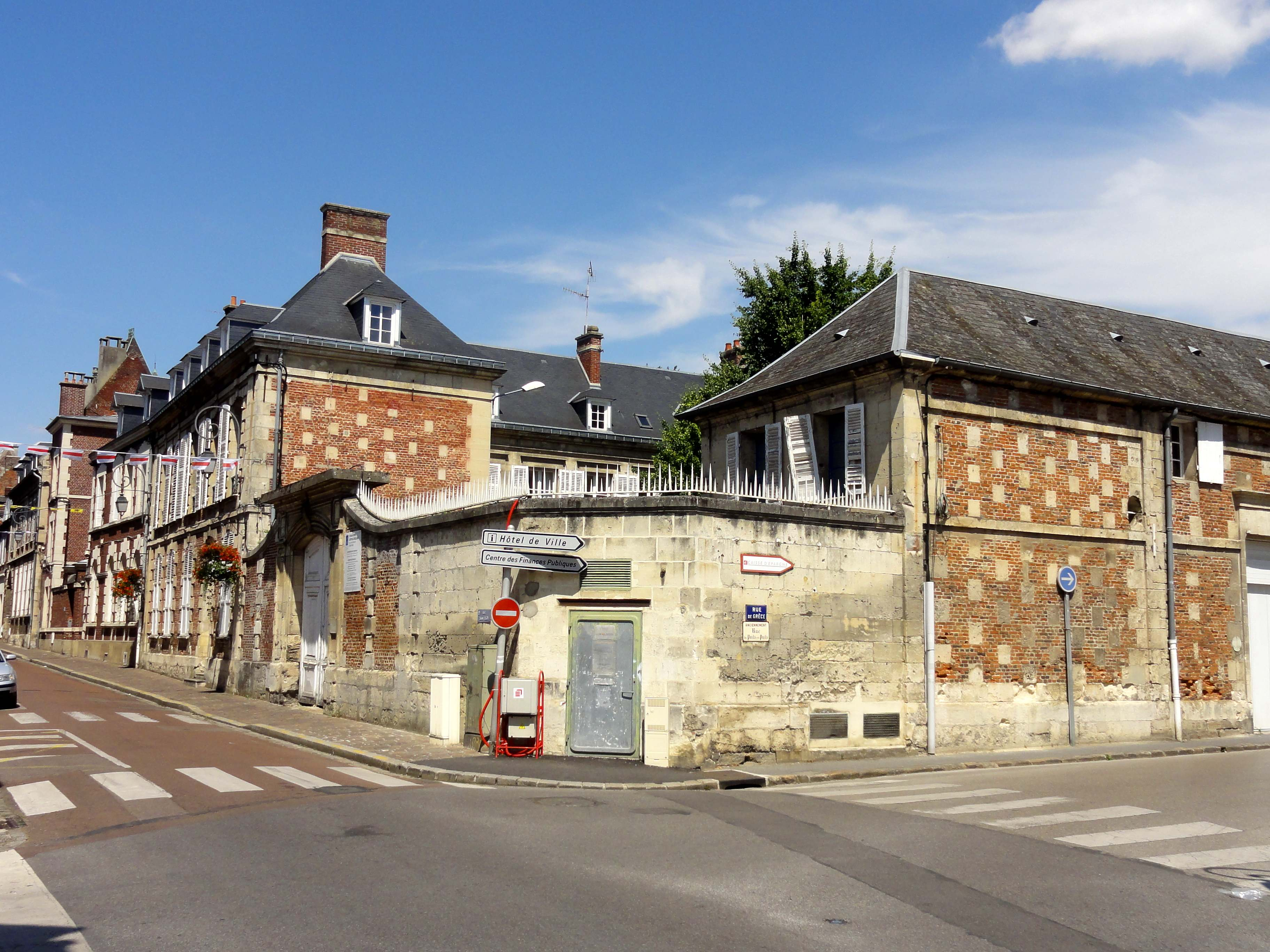
努瓦永希腊街口

### 教育
努瓦永属于亚眠学区。截止2020年1月1日，努瓦永境内共有6所幼儿园、7所小学、3所初级中学、1所普通高中和1所职业高中。2018至2019学年度，努瓦永境内共有在校中等教育阶段学生2,763名。

### 医疗
截止2020年1月1日，努瓦永境内共有全科医生17名、保健师4名、牙医9名、护士25名、耳科医生1名、眼科医生2名、皮肤科医生1名、助产士3名、儿科医生1名和妇科医生1名。境内共有药房6家、养老院3家、残疾人帮扶中心3家。
努瓦永是“贡比涅-努瓦永市际中心医院”（Centre hospitalier intercommunal Compiègne-Noyon）的服务覆盖范围，后者是法国的一个区域性医疗机构，其下属的努瓦永病区位于市区北部，设有床位110个，是当地规模最大的公立综合性医院。

### 住房
2018年，努瓦永境内共有各类住房6,673套，其中44.3%为独立式居民区，54.2%为集中式居民区。常住房屋占努瓦永市镇范围内居民建筑总量的85.4%。
在住房保障政策方面，2020年，努瓦永境内共有2,298户家庭获得了住房经济补助，受益人数占总人口数量的17.4%，其中2,199份为房租补助。

### 商业
2019年，努瓦永境内共有各类实体商铺366家，其中餐厅63家、大型超市10家、杂货店8家、面包房7家、肉铺7家、书店5家、装饰品店3家、银行门店11家、美容美发店25家、汽车维修店36家。市区西南部建有大型开放式商业街区，有欧尚、Lidl、Gifi、Bricomarché等购物超市。

### 体育
2020年，努瓦永境内共有1家游泳池、4间体育馆、1座综合体育场、5处网球场、1处马术场、6处足球或橄榄球场以及3处篮球或排球场。
截至2022年2月，努瓦永青年足球俱乐部（Football Club Jeunesse de Noyon，编号582162）是当地唯一的注册足球俱乐部，其主队2021至2022赛季参加瓦兹省足球联赛丙组（法国第十一级别），其主场帕泰利尼兄弟足球场（Stade de football des Frères Paterlini）位于市区东北部。
鲁瓦-努瓦永体育联盟则是一支注册地址位于鲁瓦的足球俱乐部，其主队2021至2022赛季参加上法兰西大区足球联赛甲组（法国第六级别）。

### 环境
努瓦永的环境事务由其所属的努瓦永地区市镇公共社区负责。2019年，努瓦永境内共有5家污染企业。

### 治安
2019年，努瓦永市镇范围内有1处宪兵队。
努瓦永所在地是贡比涅国家宪兵队（zone gendarmerie de Compiègne）的管辖范围。2020年，该宪兵队辖区内共153个市镇累计发生各类案件4,399起，其中盗窃类案件2,439起，经济类案件580起，毒品交易类案件116起。

## 文化
2020年，努瓦永境内共有1家电影院、2家博物馆和1家音乐厅。努瓦永市政府提供勒舍瓦莱多媒体中心（La médiathèque du Chevalet），每周二至六向公众开放。

### 建筑
努瓦永境内有多处历史建筑，其中努瓦永圣母大教堂、约翰·卡尔文博物馆（Musée Jean-Calvin）等为法国国家文物保护单位等，努瓦永博物馆是当地的主要旅游景点。

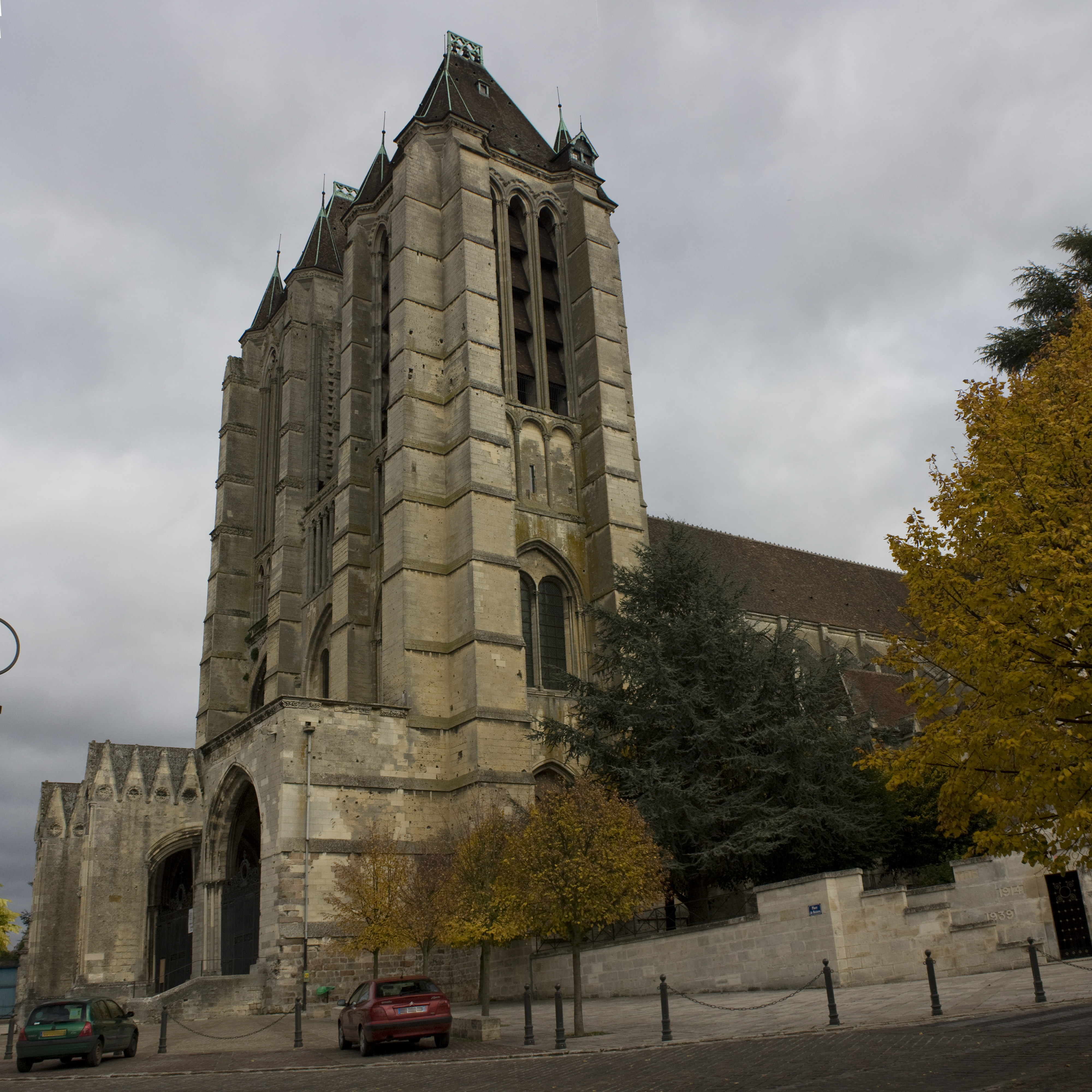
圣母大教堂（法语：Cathédrale Notre-Dame de Noyon）
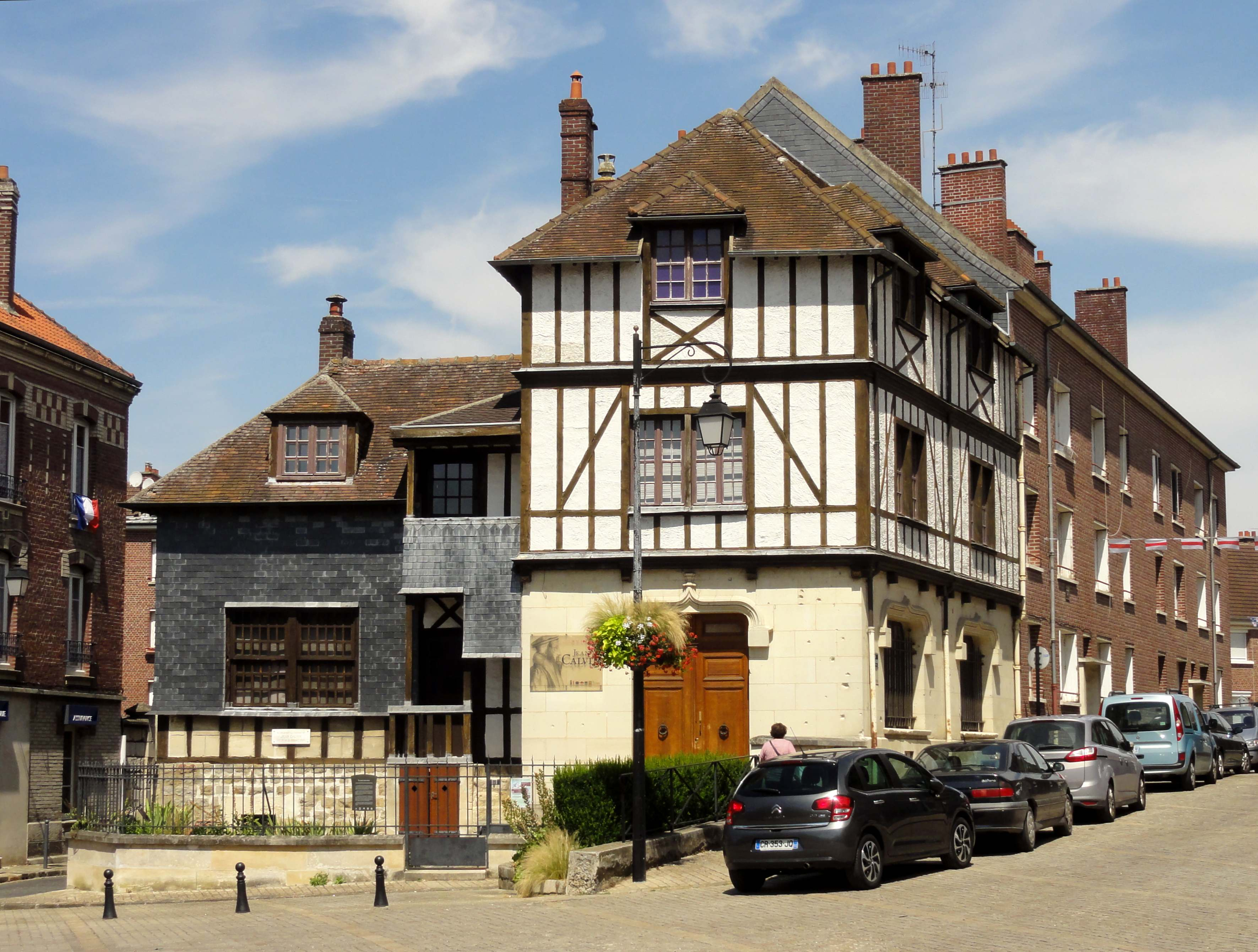
约翰·卡尔文博物馆
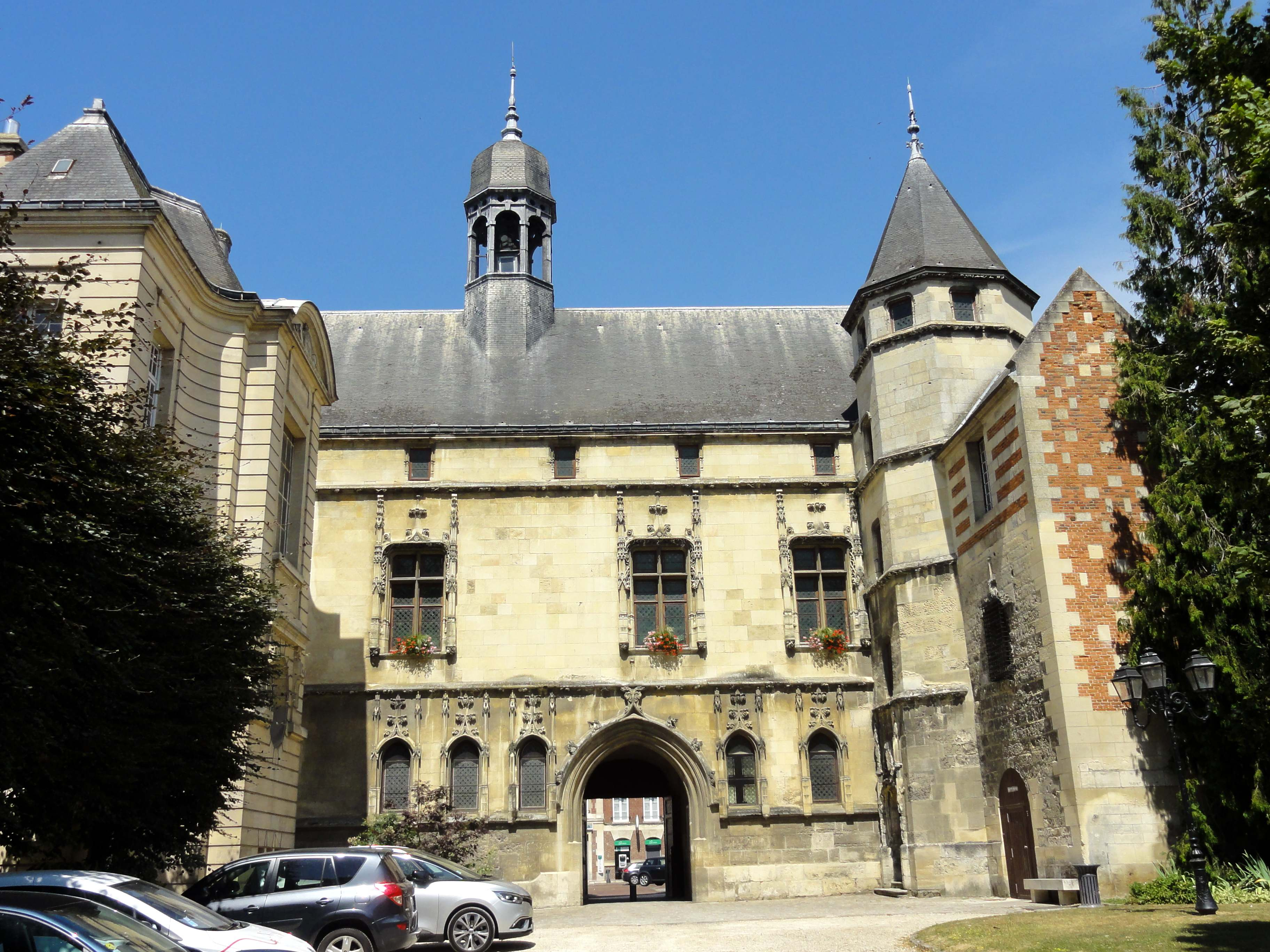
市政厅后院
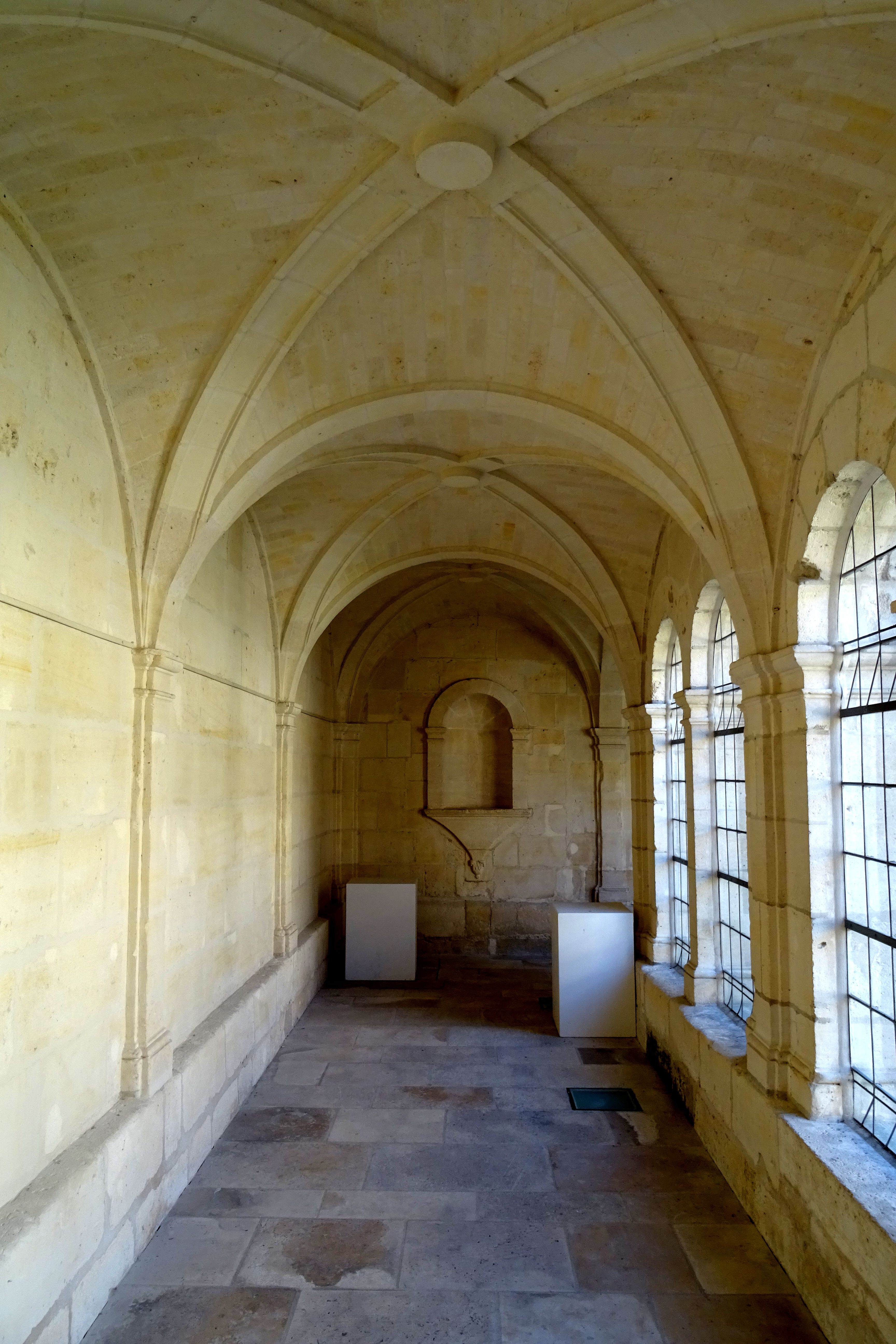
神学院
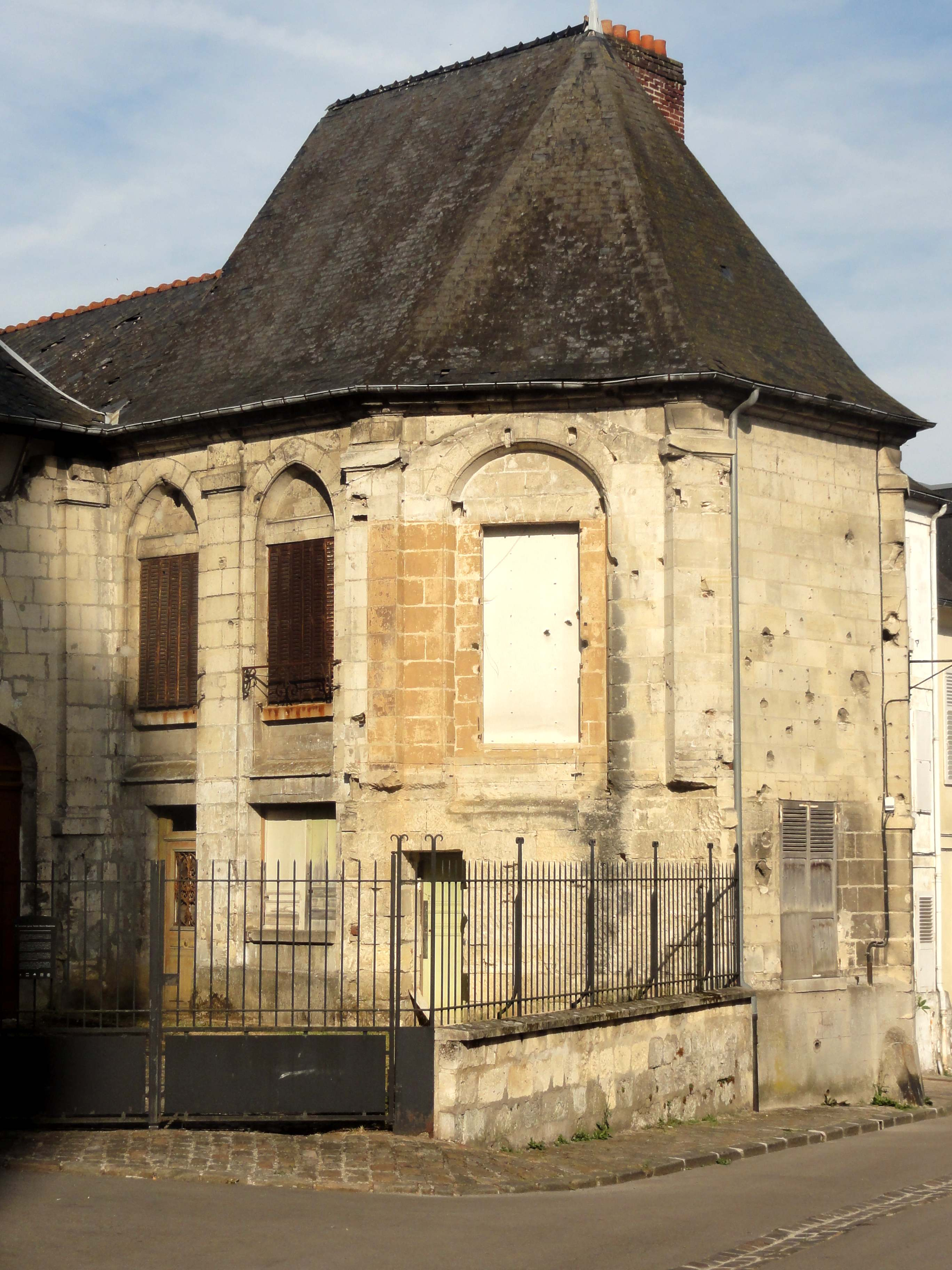
圣玛丽-玛德莲教堂
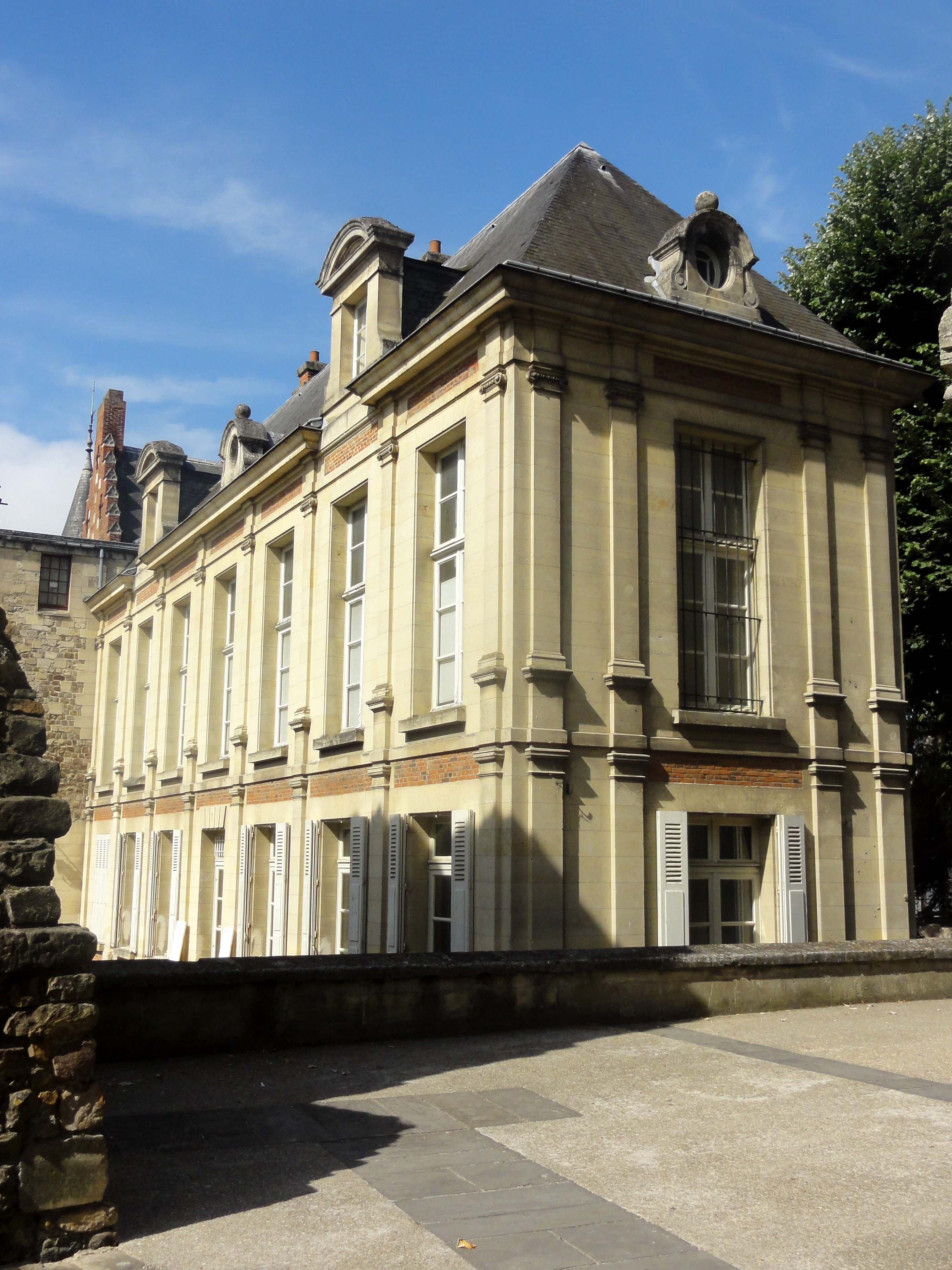
博物馆（法语：Musée du Noyonnais）
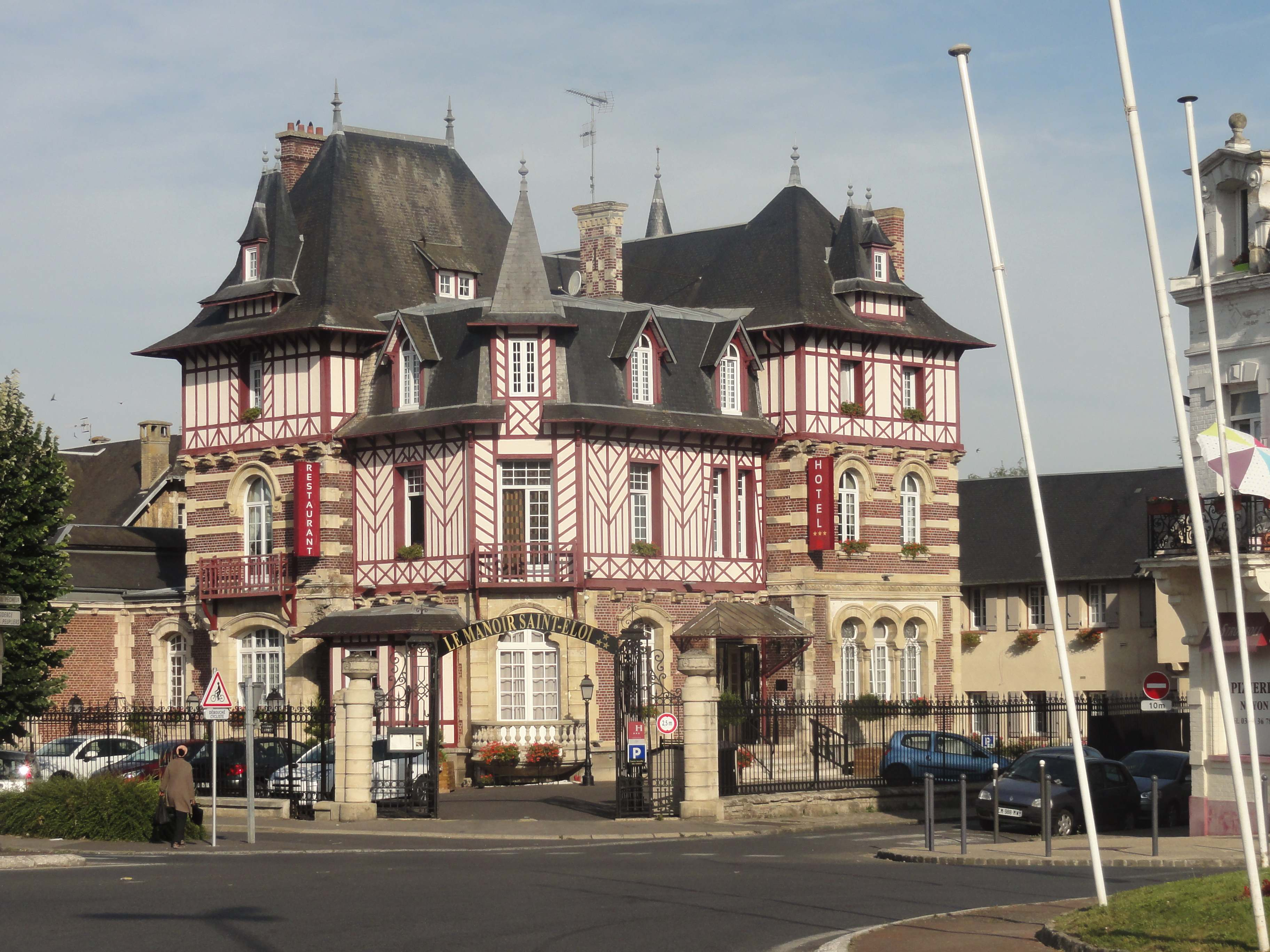
传统民居
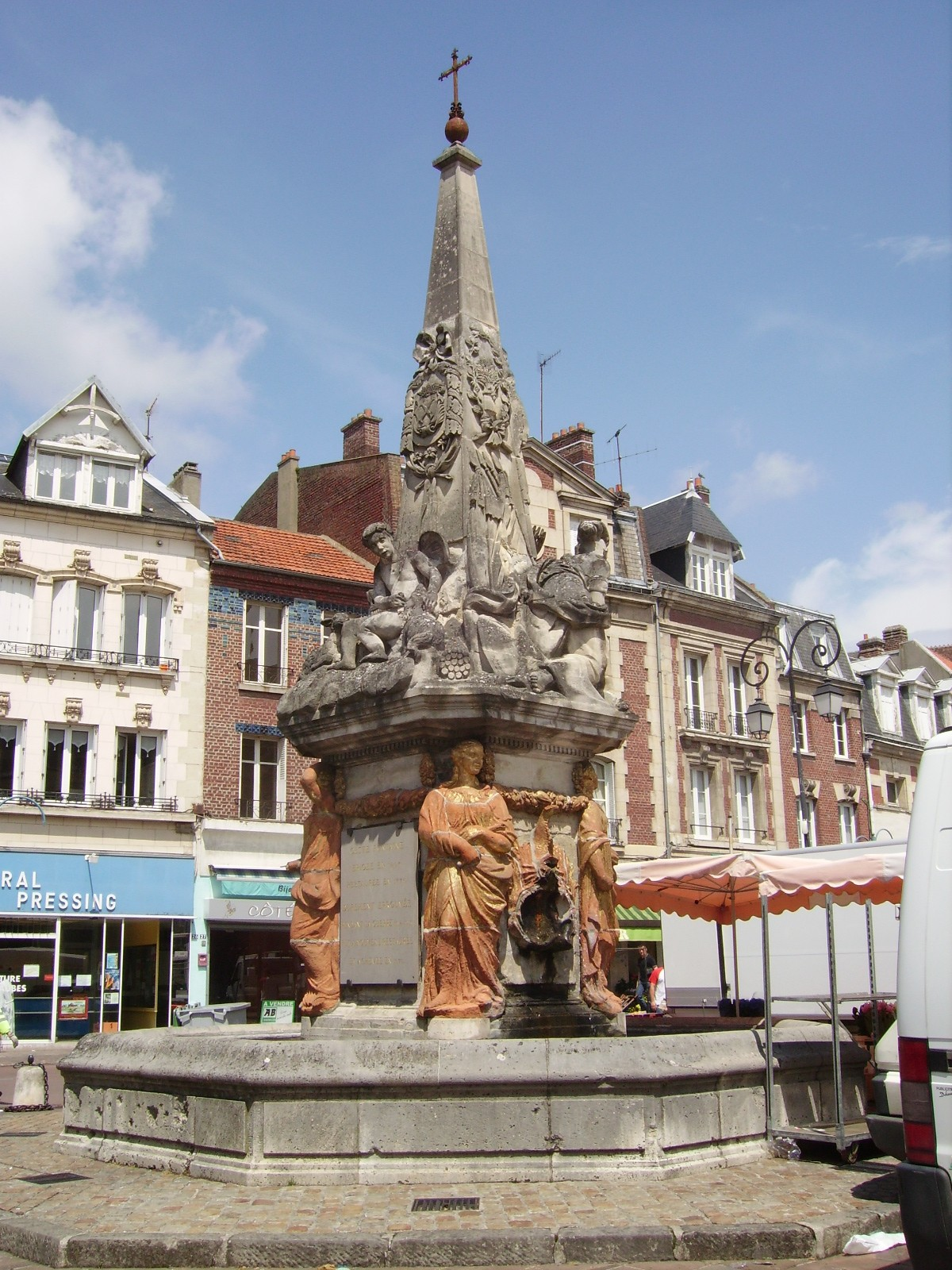
喷泉

### 旅游
努瓦永的旅游事务由其所属的努瓦永地区市镇公共社区以及瓦兹省和上法兰西大区共同协调负责。2021年，努瓦永境内共有3家酒店共计111间房间。

### 媒体
法国主要的媒体均可在努瓦永接收，法国电视三台下属的上法兰西大区频道在部分时段播出努瓦永所属区域的地方新闻，《皮卡第邮报》、《瓦兹周刊》、蓝色法兰西皮卡第广播等是当地的主要地方性媒体。

## 相关人物
法国宗教改革家约翰·加尔文出生于努瓦永，其故居已被开辟为博物馆。
除此之外，出生于努瓦永的主要人物还有法国雕塑家雅克·萨拉赞、法学家埃内斯特·代西雷·格拉松和汽车工程师夏尔·法鲁。

## 友好城市
截至2022年3月，努瓦永共与两座城市互为友好城市关系：
- 德国 梅青根
- 英格兰 赫克瑟姆